# سیارک ۳۵۳۱۶
سیارک ۳۵۳۱۶ (به انگلیسی: 35316 Monella، نامگذاری:1997AW13) سی و پنج هزار و سیصد و شانزدهمین سیارک کشف شده‌است که در ۱۱ ژانویه ۱۹۹۷ کشف شد.